# بویتس
بویتس (به آلمانی: Boitze) یک شهر در آلمان است که در Dahlenburg واقع شده‌است. بویتس ۴۱۶ نفر جمعیت دارد.